# Výsledky Mistrovství Evropy ve vzpírání 2007
Podrobné výsledky Mistrovství Evropy ve vzpírání 2007:

## Muži

### Do 56 kg

#### Trh
| Umístění | Jméno               | Stát      | Těl. hmot. [kg] | 1. pokus [kg] | 2. pokus [kg] | 3. pokus [kg] | Výsledek [kg] |
| -------- | ------------------- | --------- | --------------- | ------------- | ------------- | ------------- | ------------- |
| 1.       | Vitalij Dzerbjanov  | Bělorusko | 55,98           | 116           | 120           | 122           | 122           |
| 2.       | Igor Bour           | Moldávie  | 55,54           | 115           | 119           | 121           | 119           |
| 3.       | Igor Grabucea       | Moldávie  | 55,84           | 110           | 113           | 115           | 115           |
| 4.       | Gülbeyi Akti        | Turecko   | 55,86           | 105           | 110           | 112           | 112           |
| 5.       | Marcin Makarski     | Polsko    | 55,47           | 107           | 111           | 111           | 111           |
| 6.       | Vladimir Urumov     | Bulharsko | 55,66           | 100           | 105           | 107           | 107           |
| 7.       | Arthouros Akritidis | Řecko     | 55,51           | 95            | 100           | 105           | 100           |
| 8.       | Ivan Hernandez      | Španělsko | 55,56           | 95            | 100           | 100           | 95            |

#### Nadhoz
| Umístění | Jméno               | Stát      | Těl. hmot. [kg] | 1. pokus [kg] | 2. pokus [kg] | 3. pokus [kg] | Výsledek [kg] |
| -------- | ------------------- | --------- | --------------- | ------------- | ------------- | ------------- | ------------- |
| 1.       | Igor Bour           | Moldávie  | 55,54           | 143           | 147           | 151           | 151           |
| 2.       | Vitalij Dzerbjanov  | Bělorusko | 55,98           | 140           | 144           | 144           | 144           |
| 3.       | Igor Grabucea       | Moldávie  | 55,84           | 135           | 138           | ---           | 138           |
| 4.       | Marcin Makarski     | Polsko    | 55,47           | 127           | 131           | 136           | 131           |
| 5.       | Arthouros Akritidis | Řecko     | 55,51           | 120           | 125           | 130           | 130           |
| 6.       | Vladimir Urumov     | Bulharsko | 55,66           | 120           | 124           | 130           | 130           |
| 7.       | Gülbeyi Akti        | Turecko   | 55,86           | 130           | 134           | 135           | 130           |
| 8.       | Vito Dellino        | Itálie    | 55,66           | 125           | 125           | 125           | 125           |

#### Dvojboj
| Umístění | Jméno               | Stát      | Těl. hmot. [kg] | Trh [kg] | Nadhoz [kg] | Součet [kg] |
| -------- | ------------------- | --------- | --------------- | -------- | ----------- | ----------- |
| 1.       | Igor Bour           | Moldávie  | 55,54           | 119      | 151         | 270         |
| 2.       | Vitalij Dzerbjanov  | Bělorusko | 55,98           | 122      | 144         | 266         |
| 3.       | Igor Grabucea       | Moldávie  | 55,84           | 115      | 138         | 253         |
| 4.       | Marcin Makarski     | Polsko    | 55,47           | 111      | 131         | 242         |
| 5.       | Gülbeyi Akti        | Turecko   | 55,86           | 112      | 130         | 242         |
| 6.       | Vladimir Urumov     | Bulharsko | 55,66           | 107      | 130         | 237         |
| 7.       | Arthouros Akritidis | Řecko     | 55,51           | 100      | 130         | 230         |
| 8.       | Vito Dellino        | Itálie    | 55,66           | 95       | 125         | 220         |

### Do 62 kg

#### Trh
| Umístění | Jméno               | Stát        | Těl. hmot. [kg] | 1. pokus [kg] | 2. pokus [kg] | 3. pokus [kg] | Výsledek [kg] |
| -------- | ------------------- | ----------- | --------------- | ------------- | ------------- | ------------- | ------------- |
| 1.       | Henadz Machvejenja  | Bělorusko   | 61,88           | 126           | 131           | 134           | 134           |
| 2.       | Sergej Petrosjan    | Rusko       | 61,71           | 125           | 130           | 133           | 130           |
| 3.       | Vladimir Popov      | Moldávie    | 61,89           | 126           | 130           | 132           | 130           |
| 4.       | Ivajlo Filev        | Bulharsko   | 61,50           | 125           | 128           | 128           | 128           |
| 5.       | Erol Bilgin         | Turecko     | 61,72           | 128           | 131           | 131           | 128           |
| 6.       | Matam Samson Ndicka | Francie     | 61,95           | 123           | 127           | 127           | 127           |
| 7.       | Sardar Hasanov      | Ázerbájdžán | 61,38           | 122           | 126           | 126           | 126           |
| 8.       | Dimitrios Minasidis | Kypr        | 61,78           | 122           | 122           | 124           | 124           |
| :        |                     |             |                 |               |               |               |               |
| 19.      | Petr Slabý          | Česko       | 61,54           | 106           | 110           | 110           | 110           |

#### Nadhoz
| Umístění | Jméno               | Stát      | Těl. hmot. [kg] | 1. pokus [kg] | 2. pokus [kg] | 3. pokus [kg] | Výsledek [kg] |
| -------- | ------------------- | --------- | --------------- | ------------- | ------------- | ------------- | ------------- |
| 1.       | Sergej Petrosjan    | Rusko     | 61,71           | 155           | 159           | 166           | 159           |
| 2.       | Erol Bilgin         | Turecko   | 61,72           | 155           | 155           | 158           | 158           |
| 3.       | Jasen Stojanov      | Bulharsko | 61,79           | 152           | 157           | 157           | 157           |
| 4.       | Vladimir Popov      | Moldávie  | 61,89           | 155           | 159           | 159           | 155           |
| 5.       | Dimitrios Minasidis | Kypr      | 61,78           | 150           | 154           | 158           | 154           |
| 6.       | Henadz Machvejenja  | Bělorusko | 61,88           | 154           | 158           | 158           | 154           |
| 7.       | Oleg Sirghi         | Moldávie  | 61,09           | 153           | 160           | 160           | 153           |
| 8.       | Ivajlo Filev        | Bulharsko | 61,50           | 152           | 155           | 155           | 152           |
| :        |                     |           |                 |               |               |               |               |
| 19.      | Petr Slabý          | Česko     | 61,54           | 140           | 140           | 143           | 140           |

#### Dvojboj
| Umístění | Jméno               | Stát      | Těl. hmot. [kg] | Trh [kg] | Nadhoz [kg] | Součet [kg] |
| -------- | ------------------- | --------- | --------------- | -------- | ----------- | ----------- |
| 1.       | Sergej Petrosjan    | Rusko     | 61,71           | 130      | 159         | 289         |
| 2.       | Henadz Machvejenja  | Bělorusko | 61,88           | 134      | 154         | 288         |
| 3.       | Erol Bilgin         | Turecko   | 61,72           | 128      | 158         | 286         |
| 4.       | Vladimir Popov      | Moldávie  | 61,89           | 130      | 155         | 285         |
| 5.       | Ivajlo Filev        | Bulharsko | 61,50           | 128      | 152         | 280         |
| 6.       | Dimitrios Minasidis | Kypr      | 61,78           | 124      | 154         | 278         |
| 7.       | Matam Samson Ndicka | Francie   | 61,95           | 127      | 151         | 278         |
| 8.       | Jasen Stojanov      | Bulharsko | 61,79           | 118      | 157         | 275         |
| :        |                     |           |                 |          |             |             |
| 19.      | Petr Slabý          | Česko     | 61,54           | 110      | 140         | 250         |

### Do 69 kg

#### Trh
| Umístění | Jméno              | Stát        | Těl. hmot. [kg] | 1. pokus [kg] | 2. pokus [kg] | 3. pokus [kg] | Výsledek [kg] |
| -------- | ------------------ | ----------- | --------------- | ------------- | ------------- | ------------- | ------------- |
| 1.       | Tigran Martirosjan | Arménie     | 68,92           | 150           | 155           | 157           | 155           |
| 2.       | Vencelas Dabaya    | Francie     | 68,53           | 142           | 146           | 148           | 148           |
| 3.       | Vladislav Lukanin  | Rusko       | 68,76           | 140           | 145           | 147           | 147           |
| 4.       | Yasin Arslan       | Turecko     | 68,19           | 143           | 146           | 146           | 146           |
| 5.       | Alexandru Dudoglo  | Moldávie    | 68,36           | 140           | 145           | 145           | 145           |
| 6.       | Afgan Bayramov     | Ázerbájdžán | 68,31           | 135           | 140           | 140           | 140           |
| 7.       | Ekrem Celil        | Turecko     | 68,60           | 135           | 140           | 143           | 140           |
| 8.       | Demir Demirev      | Bulharsko   | 68,56           | 138           | 141           | 141           | 138           |

#### Nadhoz
| Umístění | Jméno                | Stát        | Těl. hmot. [kg] | 1. pokus [kg] | 2. pokus [kg] | 3. pokus [kg] | Výsledek [kg] |
| -------- | -------------------- | ----------- | --------------- | ------------- | ------------- | ------------- | ------------- |
| 1.       | Vencelas Dabaya      | Francie     | 68,53           | 180           | 183           | 190           | 183           |
| 2.       | Afgan Bayramov       | Ázerbájdžán | 68,31           | 175           | 177           | 177           | 177           |
| 3.       | Tigran Martirosjan   | Arménie     | 68,92           | 176           | 176           | 176           | 176           |
| 4.       | Vladislav Lukanin    | Rusko       | 68,76           | 175           | 185           | 185           | 175           |
| 5.       | Demir Demirev        | Bulharsko   | 68,56           | 167           | 173           | 173           | 173           |
| 6.       | Ekrem Celil          | Turecko     | 68,60           | 170           | 176           | 176           | 170           |
| 7.       | Yasin Arslan         | Turecko     | 68,19           | 163           | 167           | 170           | 167           |
| 8.       | Vladimiros Lazaridis | Řecko       | 68,74           | 167           | 167           | 174           | 167           |

#### Dvojboj
| Umístění | Jméno              | Stát        | Těl. hmot. [kg] | Trh [kg] | Nadhoz [kg] | Součet [kg] |
| -------- | ------------------ | ----------- | --------------- | -------- | ----------- | ----------- |
| 1.       | Vencelas Dabaya    | Francie     | 68,53           | 148      | 183         | 331         |
| 2.       | Tigran Martirosjan | Arménie     | 68,92           | 155      | 176         | 331         |
| 3.       | Vladislav Lukanin  | Rusko       | 68,76           | 147      | 175         | 322         |
| 4.       | Afgan Bayramov     | Ázerbájdžán | 68,31           | 140      | 177         | 317         |
| 5.       | Yasin Arslan       | Turecko     | 68,19           | 146      | 167         | 313         |
| 6.       | Demir Demirev      | Bulharsko   | 68,56           | 138      | 173         | 311         |
| 7.       | Alexandru Dudoglo  | Moldávie    | 68,36           | 145      | 165         | 310         |
| 8.       | Ekrem Celil        | Turecko     | 68,60           | 140      | 170         | 310         |

### Do 77 kg

#### Trh
| Umístění | Jméno                | Stát      | Těl. hmot. [kg] | 1. pokus [kg] | 2. pokus [kg] | 3. pokus [kg] | Výsledek [kg] |
| -------- | -------------------- | --------- | --------------- | ------------- | ------------- | ------------- | ------------- |
| 1.       | Gevorg Davtjan       | Arménie   | 76,82           | 163           | 165           | 166           | 166           |
| 2.       | Ara Chačatrjan       | Arménie   | 76,63           | 159           | 163           | 165           | 165           |
| 3.       | Mikalaj Čarnjak      | Bělorusko | 76,54           | 153           | 158           | 160           | 160           |
| 4.       | Taner Sağır          | Turecko   | 76,78           | 160           | 164           | 164           | 160           |
| 5.       | Krzysztof Szramiak   | Polsko    | 76,78           | 153           | 157           | 160           | 157           |
| 6.       | Spyridon Stamatiadis | Řecko     | 75,67           | 150           | 155           | 160           | 155           |
| 7.       | Sjarhej Lahun        | Bělorusko | 76,48           | 150           | 155           | 155           | 155           |
| 8.       | René Hoch            | Německo   | 76,49           | 148           | 152           | 154           | 154           |

#### Nadhoz
| Umístění | Jméno              | Stát      | Těl. hmot. [kg] | 1. pokus [kg] | 2. pokus [kg] | 3. pokus [kg] | Výsledek [kg] |
| -------- | ------------------ | --------- | --------------- | ------------- | ------------- | ------------- | ------------- |
| 1.       | Gevorg Davtjan     | Arménie   | 76,82           | 193           | 195           | 197           | 197           |
| 2.       | Ara Chačatrjan     | Arménie   | 76,63           | 191           | 194           | 196           | 196           |
| 3.       | Taner Sağır        | Turecko   | 76,78           | 193           | 193           | ---           | 193           |
| 4.       | Mikalaj Čarnjak    | Bělorusko | 76,54           | 185           | 190           | 192           | 192           |
| 5.       | Laszlo Biro        | Rumunsko  | 76,63           | 182           | 191           | 193           | 191           |
| 6.       | Sjarhej Lahun      | Bělorusko | 76,48           | 185           | 190           | 195           | 190           |
| 7.       | Zlatan Vanev       | Bulharsko | 76,55           | 183           | 190           | 191           | 190           |
| 8.       | Krzysztof Szramiak | Polsko    | 76,78           | 186           | 190           | 196           | 190           |

#### Dvojboj
| Umístění | Jméno              | Stát      | Těl. hmot. [kg] | Trh [kg] | Nadhoz [kg] | Součet [kg] |
| -------- | ------------------ | --------- | --------------- | -------- | ----------- | ----------- |
| 1.       | Gevorg Davtjan     | Arménie   | 76,82           | 166      | 197         | 363         |
| 2.       | Ara Chačatrjan     | Arménie   | 76,63           | 165      | 196         | 361         |
| 3.       | Taner Sağır        | Turecko   | 76,78           | 160      | 193         | 353         |
| 4.       | Mikalaj Čarnjak    | Bělorusko | 76,54           | 160      | 192         | 352         |
| 5.       | Krzysztof Szramiak | Polsko    | 76,78           | 157      | 190         | 347         |
| 6.       | Sjarhej Lahun      | Bělorusko | 76,48           | 155      | 190         | 345         |
| 7.       | Laszlo Biro        | Rumunsko  | 76,63           | 151      | 191         | 342         |
| 8.       | René Hoch          | Německo   | 76,49           | 154      | 185         | 339         |

### Do 85 kg

#### Trh
| Umístění | Jméno              | Stát      | Těl. hmot. [kg] | 1. pokus [kg] | 2. pokus [kg] | 3. pokus [kg] | Výsledek [kg] |
| -------- | ------------------ | --------- | --------------- | ------------- | ------------- | ------------- | ------------- |
| 1.       | İzzet İnce         | Turecko   | 84,45           | 169           | 171           | 172           | 172           |
| 2.       | Vadzim Stralcov    | Bělorusko | 84,64           | 165           | 169           | 172           | 172           |
| 3.       | Valeriu Calancea   | Rumunsko  | 84,41           | 160           | 163           | 165           | 165           |
| 4.       | David Matam        | Francie   | 84,55           | 160           | 165           | 165           | 165           |
| 5.       | Endri Haxhihyseni  | Albánie   | 84,38           | 163           | 167           | 167           | 163           |
| 6.       | Zaur Takušev       | Rusko     | 84,90           | 163           | 169           | 170           | 163           |
| 7.       | Benjamin Hennequin | Francie   | 84,74           | 153           | 158           | 162           | 162           |
| 8.       | Arsen Melikjan     | Arménie   | 84,78           | 160           | 160           | 160           | 160           |

#### Nadhoz
| Umístění | Jméno                 | Stát      | Těl. hmot. [kg] | 1. pokus [kg] | 2. pokus [kg] | 3. pokus [kg] | Výsledek [kg] |
| -------- | --------------------- | --------- | --------------- | ------------- | ------------- | ------------- | ------------- |
| 1.       | Valeriu Calancea      | Rumunsko  | 84,41           | 198           | 208           | 219           | 208           |
| 2.       | İzzet İnce            | Turecko   | 84,45           | 195           | 198           | 201           | 201           |
| 3.       | Vadzim Stralcov       | Bělorusko | 84,64           | 193           | 198           | 201           | 201           |
| 4.       | Benjamin Hennequin    | Francie   | 84,74           | 192           | 197           | 199           | 199           |
| 5.       | Mikalaj Novikov       | Bělorusko | 84,57           | 184           | 190           | 192           | 192           |
| 6.       | Konstjantyn Selivanov | Ukrajina  | 84,72           | 188           | 192           | 196           | 192           |
| 7.       | Mariusz Rytkowski     | Polsko    | 84,96           | 185           | 190           | 192           | 192           |
| 8.       | David Matam           | Francie   | 84,55           | 190           | 195           | 195           | 190           |

#### Dvojboj
| Umístění | Jméno              | Stát      | Těl. hmot. [kg] | Trh [kg] | Nadhoz [kg] | Součet [kg] |
| -------- | ------------------ | --------- | --------------- | -------- | ----------- | ----------- |
| 1.       | Valeriu Calancea   | Rumunsko  | 84,41           | 165      | 208         | 373         |
| 2.       | İzzet İnce         | Turecko   | 84,45           | 172      | 201         | 373         |
| 3.       | Vadzim Stralcov    | Bělorusko | 84,64           | 172      | 201         | 373         |
| 4.       | Benjamin Hennequin | Francie   | 84,74           | 162      | 199         | 361         |
| 5.       | David Matam        | Francie   | 84,55           | 165      | 190         | 355         |
| 6.       | Zaur Takušev       | Rusko     | 84,90           | 163      | 190         | 353         |
| 7.       | Mariusz Rytkowski  | Polsko    | 84,96           | 160      | 192         | 352         |
| 8.       | Mikalaj Novikov    | Bělorusko | 84,57           | 158      | 192         | 350         |

### Do 94 kg

#### Trh
| Umístění | Jméno                | Stát      | Těl. hmot. [kg] | 1. pokus [kg] | 2. pokus [kg] | 3. pokus [kg] | Výsledek [kg] |
| -------- | -------------------- | --------- | --------------- | ------------- | ------------- | ------------- | ------------- |
| 1.       | Szymon Kołecki       | Polsko    | 93,83           | 173           | 177           | 181           | 177           |
| 2.       | Roman Konstantinov   | Rusko     | 93,24           | 170           | 176           | 180           | 176           |
| 3.       | Evgheni Bratan       | Moldávie  | 93,47           | 170           | 173           | 175           | 173           |
| 4.       | Hakan Yılmaz         | Turecko   | 93,32           | 165           | 170           | 172           | 170           |
| 5.       | José Navarro         | Španělsko | 93,50           | 165           | 170           | 173           | 170           |
| 6.       | Nikolaos Kourtidis   | Rusko     | 93,92           | 170           | 175           | 175           | 170           |
| 7.       | Donatas Anuškevičius | Litva     | 93,16           | 162           | 162           | 167           | 167           |
| 8.       | Jürgen Spieß         | Německo   | 93,60           | 160           | 164           | 167           | 167           |

#### Nadhoz
| Umístění | Jméno               | Stát      | Těl. hmot. [kg] | 1. pokus [kg] | 2. pokus [kg] | 3. pokus [kg] | Výsledek [kg] |
| -------- | ------------------- | --------- | --------------- | ------------- | ------------- | ------------- | ------------- |
| 1.       | Szymon Kołecki      | Polsko    | 93,83           | 213           | 218           | ---           | 218           |
| 2.       | Roman Konstantinov  | Rusko     | 93,24           | 210           | 210           | 217           | 217           |
| 3.       | Konstjantyn Pilijev | Ukrajina  | 93,59           | 205           | 211           | 213           | 213           |
| 4.       | Hakan Yılmaz        | Turecko   | 93,32           | 210           | 213           | 213           | 210           |
| 5.       | Nikolaos Kourtidis  | Rusko     | 93,92           | 210           | 210           | 214           | 210           |
| 6.       | Evgheni Bratan      | Moldávie  | 93,47           | 205           | 209           | 211           | 209           |
| 7.       | José Navarro        | Španělsko | 93,50           | 202           | 207           | 210           | 207           |
| 8.       | Andrej Demanov      | Rusko     | 93,97           | 203           | 208           | 209           | 203           |

#### Dvojboj
| Umístění | Jméno               | Stát      | Těl. hmot. [kg] | Trh [kg] | Nadhoz [kg] | Součet [kg] |
| -------- | ------------------- | --------- | --------------- | -------- | ----------- | ----------- |
| 1.       | Szymon Kołecki      | Polsko    | 93,83           | 177      | 218         | 395         |
| 2.       | Roman Konstantinov  | Rusko     | 93,24           | 176      | 217         | 393         |
| 3.       | Evgheni Bratan      | Moldávie  | 93,47           | 173      | 209         | 382         |
| 4.       | Hakan Yılmaz        | Turecko   | 93,32           | 170      | 210         | 380         |
| 5.       | Nikolaos Kourtidis  | Rusko     | 93,92           | 170      | 210         | 380         |
| 6.       | Konstjantyn Pilijev | Ukrajina  | 93,59           | 166      | 213         | 379         |
| 7.       | José Navarro        | Španělsko | 93,50           | 170      | 207         | 377         |
| 8.       | Andrej Demanov      | Rusko     | 93,97           | 165      | 203         | 368         |

### Do 105 kg

#### Trh
| Umístění | Jméno            | Stát        | Těl. hmot. [kg] | 1. pokus [kg] | 2. pokus [kg] | 3. pokus [kg] | Výsledek [kg] |
| -------- | ---------------- | ----------- | --------------- | ------------- | ------------- | ------------- | ------------- |
| 1.       | Martin Tešovič   | Slovensko   | 104,26          | 182           | 186           | 187           | 187           |
| 2.       | Mykola Hordijčuk | Ukrajina    | 103,71          | 181           | 185           | 186           | 186           |
| 3.       | Gleb Pisarevskij | Rusko       | 103,98          | 181           | 181           | 186           | 186           |
| 4.       | Dmitrij Lapikov  | Rusko       | 104,50          | 185           | 189           | 189           | 185           |
| 5.       | Alan Naniyev     | Ázerbájdžán | 104,89          | 182           | 182           | 182           | 182           |
| 6.       | Aleh Loban       | Bělorusko   | 103,94          | 170           | 176           | 181           | 181           |
| 7.       | Michail Avdzejev | Bělorusko   | 104,79          | 170           | 176           | 181           | 176           |
| 8.       | Rafik Čachojan   | Arménie     | 104,60          | 170           | 175           | 176           | 175           |

#### Nadhoz
| Umístění | Jméno            | Stát        | Těl. hmot. [kg] | 1. pokus [kg] | 2. pokus [kg] | 3. pokus [kg] | Výsledek [kg] |
| -------- | ---------------- | ----------- | --------------- | ------------- | ------------- | ------------- | ------------- |
| 1.       | Martin Tešovič   | Slovensko   | 104,26          | 220           | 224           | 224           | 224           |
| 2.       | Gleb Pisarevskij | Rusko       | 103,98          | 215           | 221           | 225           | 221           |
| 3.       | Alan Naniyev     | Ázerbájdžán | 104,89          | 220           | 224           | 225           | 220           |
| 4.       | Aleh Loban       | Bělorusko   | 103,94          | 210           | 217           | 221           | 217'          |
| 5.       | Dmitrij Lapikov  | Rusko       | 104,50          | 213           | 217           | 227           | '217          |
| 6.       | Jörg Mazur       | Německo     | 104,70          | 200           | 205           | 210           | 210           |
| 7.       | Michail Avdzejev | Bělorusko   | 104,79          | 210           | 218           | 218           | 210           |
| 8.       | Rafik Čachojan   | Arménie     | 104,60          | 200           | 200           | 210           | 200           |

#### Dvojboj
| Umístění | Jméno            | Stát        | Těl. hmot. [kg] | Trh [kg] | Nadhoz [kg] | Součet [kg] |
| -------- | ---------------- | ----------- | --------------- | -------- | ----------- | ----------- |
| 1.       | Martin Tešovič   | Slovensko   | 104,26          | 187      | 224         | 411         |
| 2.       | Gleb Pisarevskij | Rusko       | 103,98          | 186      | 221         | 407         |
| 3.       | Dmitrij Lapikov  | Rusko       | 104,50          | 185      | 217         | 402         |
| 4.       | Alan Naniyev     | Ázerbájdžán | 104,89          | 182      | 220         | 402         |
| 5.       | Aleh Loban       | Bělorusko   | 103,94          | 181      | 217         | 398         |
| 6.       | Michail Avdzejev | Bělorusko   | 104,79          | 176      | 210         | 386         |
| 7.       | Jörg Mazur       | Německo     | 104,70          | 172      | 210         | 382         |
| 8.       | Rafik Čachojan   | Arménie     | 104,60          | 175      | 200         | 375         |

### Nad 105 kg

#### Trh
| Umístění | Jméno                 | Stát     | Těl. hmot. [kg] | 1. pokus [kg] | 2. pokus [kg] | 3. pokus [kg] | Výsledek [kg] |
| -------- | --------------------- | -------- | --------------- | ------------- | ------------- | ------------- | ------------- |
| 1.       | Jevgenij Čigišev      | Rusko    | 125,07          | 192           | 200           | 205           | 205           |
| 2.       | Viktors Ščerbatihs    | Lotyšsko | 143,56          | 192           | 198           | 202           | 202           |
| 3.       | Dimitrios Papageridis | Řecko    | 139,95          | 185           | 190           | 192           | 192           |
| 4.       | Gregorz Kleszcz       | Polsko   | 126,01          | 180           | 185           | 188           | 188           |
| 5.       | Paweł Najdek          | Polsko   | 139,09          | 180           | 185           | 185           | 180           |
| 6.       | Almir Velagic         | Německo  | 128,64          | 173           | 177           | 181           | 177           |
| 7.       | Petr Sobotka          | Česko    | 155,03          | 175           | 175           | 181           | 175           |
| 8.       | Veselin Jakovljević   | Srbsko   | 128,73          | 170           | 173           | 178           | 173           |
| :        |                       |          |                 |               |               |               |               |
| 11.      | Libor Wälzer          | Česko    | 108,48          | 163           | 163           | 168           | 163           |

#### Nadhoz
| Umístění | Jméno                 | Stát     | Těl. hmot. [kg] | 1. pokus [kg] | 2. pokus [kg] | 3. pokus [kg] | Výsledek [kg] |
| -------- | --------------------- | -------- | --------------- | ------------- | ------------- | ------------- | ------------- |
| 1.       | Viktors Ščerbatihs    | Lotyšsko | 143,56          | 238           | 245           | 252           | 245           |
| 2.       | Paweł Najdek          | Polsko   | 139,09          | 230           | 232           | 241           | 241           |
| 3.       | Gregorz Kleszcz       | Polsko   | 126,01          | 226           | 231           | 232           | 232           |
| 4.       | Jevgenij Čigišev      | Rusko    | 125,07          | 230           | 240           | 240           | 230           |
| 5.       | Dimitrios Papageridis | Řecko    | 139,95          | 220           | 227           | 227           | 220           |
| 6.       | Almir Velagic         | Německo  | 128,64          | 210           | 215           | 223           | 215           |
| 7.       | Petr Sobotka          | Česko    | 155,03          | 210           | 210           | 210           | 210           |
| 8.       | Libor Wälzer          | Česko    | 108,48          | 195           | 200           | 205           | 205           |

#### Dvojboj
| Umístění | Jméno                 | Stát     | Těl. hmot. [kg] | Trh [kg] | Nadhoz [kg] | Součet [kg] |
| -------- | --------------------- | -------- | --------------- | -------- | ----------- | ----------- |
| 1.       | Viktors Ščerbatihs    | Lotyšsko | 143,56          | 202      | 245         | 447         |
| 2.       | Jevgenij Čigišev      | Rusko    | 125,07          | 205      | 230         | 435         |
| 3.       | Paweł Najdek          | Polsko   | 139,09          | 180      | 241         | 421         |
| 4.       | Gregorz Kleszcz       | Polsko   | 126,01          | 188      | 232         | 420         |
| 5.       | Dimitrios Papageridis | Řecko    | 139,95          | 192      | 220         | 412         |
| 6.       | Almir Velagic         | Německo  | 128,64          | 177      | 215         | 392         |
| 7.       | Petr Sobotka          | Česko    | 155,03          | 175      | 210         | 385         |
| 8.       | Peter Nagy            | Maďarsko | 133,30          | 172      | 204         | 376         |
| :        |                       |          |                 |          |             |             |
| 10.      | Libor Wälzer          | Česko    | 108,48          | 163      | 205         | 368         |

## Ženy

### Do 48 kg

#### Trh
| Umístění | Jméno                     | Stát      | Těl. hmot. [kg] | 1. pokus [kg] | 2. pokus [kg] | 3. pokus [kg] | Výsledek [kg] |
| -------- | ------------------------- | --------- | --------------- | ------------- | ------------- | ------------- | ------------- |
| 1.       | Estefanía Juanová         | Španělsko | 47,51           | 82            | 85            | 86            | 85            |
| 2.       | Genny Caterina Pagliarová | Itálie    | 47,73           | 80            | 84            | 87            | 84            |
| 3.       | Nurcan Taylanová          | Turecko   | 47,53           | 83            | 86            | 86            | 83            |
| 4.       | Sibel Özkanová            | Turecko   | 47,77           | 74            | 78            | 80            | 78            |
| 5.       | Gema Perisová             | Španělsko | 47,52           | 77            | 79            | 79            | 77            |
| 6.       | Mélanie Noëlová           | Francie   | 47,86           | 72            | 75            | 77            | 77            |
| 7.       | Marzena Karpińská         | Polsko    | 47,75           | 70            | 73            | 75            | 73            |
| 8.       | Donka Minčevová           | Bulharsko | 47,85           | 73            | 73            | 73            | 73            |

#### Nadhoz
| Umístění | Jméno                     | Stát      | Těl. hmot. [kg] | 1. pokus [kg] | 2. pokus [kg] | 3. pokus [kg] | Výsledek [kg] |
| -------- | ------------------------- | --------- | --------------- | ------------- | ------------- | ------------- | ------------- |
| 1.       | Estefanía Juanová         | Španělsko | 47,51           | 102           | 104           | 107           | 104           |
| 2.       | Nurcan Taylanová          | Turecko   | 47,53           | 103           | 107           | 107           | 103           |
| 3.       | Mélanie Noëlová           | Francie   | 47,86           | 96            | 99            | 103           | 99            |
| 4.       | Gema Perisová             | Španělsko | 47,52           | 90            | 95            | 97            | 95            |
| 5.       | Genny Caterina Pagliarová | Itálie    | 47,73           | 95            | 100           | 100           | 95            |
| 6.       | Sibel Özkanová            | Turecko   | 47,77           | 95            | 98            | 99            | 95            |
| 7.       | Marzena Karpińská         | Polsko    | 47,75           | 85            | 88            | 90            | 90            |
| 8.       | Donka Minčevová           | Bulharsko | 47,85           | 90            | 95            | 100           | 90            |

#### Dvojboj
| Umístění | Jméno                     | Stát      | Těl. hmot. [kg] | Trh [kg] | Nadhoz [kg] | Součet [kg] |
| -------- | ------------------------- | --------- | --------------- | -------- | ----------- | ----------- |
| 1.       | Estefanía Juanová         | Španělsko | 47,51           | 85       | 104         | 189         |
| 2.       | Nurcan Taylanová          | Turecko   | 47,53           | 83       | 103         | 186         |
| 3.       | Genny Caterina Pagliarová | Itálie    | 47,73           | 84       | 95          | 179         |
| 4.       | Mélanie Noëlová           | Francie   | 47,86           | 77       | 99          | 176         |
| 5.       | Sibel Özkanová            | Turecko   | 47,77           | 78       | 95          | 173         |
| 6.       | Gema Perisová             | Španělsko | 47,52           | 77       | 95          | 172         |
| 7.       | Marzena Karpińská         | Polsko    | 47,75           | 73       | 90          | 163         |
| 8.       | Donka Minčevová           | Bulharsko | 47,85           | 73       | 90          | 163         |

### Do 53 kg

#### Trh
| Umístění | Jméno                | Stát      | Těl. hmot. [kg] | 1. pokus [kg] | 2. pokus [kg] | 3. pokus [kg] | Výsledek [kg] |
| -------- | -------------------- | --------- | --------------- | ------------- | ------------- | ------------- | ------------- |
| 1.       | Natalja Trocenková   | Ukrajina  | 52,49           | 83            | 85            | 86            | 86            |
| 2.       | Mărioara Munteanuová | Rumunsko  | 52,72           | 80            | 83            | 86            | 86            |
| 3.       | Julija Děrkačová     | Ukrajina  | 52,80           | 80            | 83            | 84            | 83            |
| 4.       | Yeşim Çelikkayaová   | Turecko   | 52,51           | 77            | 82            | 84            | 82            |
| 5.       | Světlana Uljanovová  | Rusko     | 51,73           | 77            | 81            | 84            | 81            |
| 6.       | Maria Delapuenteová  | Španělsko | 51,85           | 75            | 80            | 83            | 80            |
| 7.       | Sarah Blasniková     | Německo   | 52,73           | 76            | 79            | 81            | 79            |
| 8.       | Malwina Rowińská     | Polsko    | 52,82           | 78            | 78            | 78            | 78            |

#### Nadhoz
| Umístění | Jméno                   | Stát      | Těl. hmot. [kg] | 1. pokus [kg] | 2. pokus [kg] | 3. pokus [kg] | Výsledek [kg] |
| -------- | ----------------------- | --------- | --------------- | ------------- | ------------- | ------------- | ------------- |
| 1.       | Mărioara Munteanuová    | Rumunsko  | 52,72           | 100           | 104           | 116           | 104           |
| 2.       | Světlana Uljanovová     | Rusko     | 51,73           | 98            | 103           | 105           | 103           |
| 3.       | Natalja Trocenková      | Ukrajina  | 52,49           | 100           | 103           | 103           | 100           |
| 4.       | Sarah Blasniková        | Německo   | 52,73           | 96            | 100           | 100           | 100           |
| 5.       | Malwina Rowińská        | Polsko    | 52,82           | 100           | 100           | 100           | 100           |
| 6.       | Heidelinde Neubacherová | Rakousko  | 52,38           | 94            | 97            | 99            | 99            |
| 7.       | Sevginar Topalovová     | Bulharsko | 52,68           | 92            | 97            | 101           | 97            |
| 8.       | Maria Delapuenteová     | Španělsko | 51,85           | 93            | 96            | 100           | 96            |

#### Dvojboj
| Umístění | Jméno                   | Stát      | Těl. hmot. [kg] | Trh [kg] | Nadhoz [kg] | Součet [kg] |
| -------- | ----------------------- | --------- | --------------- | -------- | ----------- | ----------- |
| 1.       | Mărioara Munteanuová    | Rumunsko  | 52,72           | 86       | 104         | 190         |
| 2.       | Natalja Trocenková      | Ukrajina  | 52,49           | 86       | 100         | 186         |
| 3.       | Světlana Uljanovová     | Rusko     | 51,73           | 81       | 103         | 184         |
| 4.       | Sarah Blasniková        | Německo   | 52,73           | 79       | 100         | 179         |
| 5.       | Malwina Rowińská        | Polsko    | 52,82           | 78       | 100         | 178         |
| 6.       | Maria Delapuenteová     | Španělsko | 51,85           | 80       | 96          | 176         |
| 7.       | Julija Děrkačová        | Ukrajina  | 52,80           | 83       | 93          | 176         |
| 8.       | Heidelinde Neubacherová | Rakousko  | 52,38           | 76       | 99          | 175         |

### Do 58 kg

#### Trh
| Umístění | Jméno                  | Stát    | Těl. hmot. [kg] | 1. pokus [kg] | 2. pokus [kg] | 3. pokus [kg] | Výsledek [kg] |
| -------- | ---------------------- | ------- | --------------- | ------------- | ------------- | ------------- | ------------- |
| 1.       | Marina Šajnovová       | Rusko   | 57,58           | 95            | 98            | 100           | 100           |
| 2.       | Romela Begajová        | Albánie | 57,21           | 92            | 96            | 98            | 96            |
| 3.       | Marieta Gotfrydová     | Polsko  | 57,52           | 90            | 90            | 93            | 93            |
| 4.       | Ruth Kasiryeová        | Norsko  | 57,92           | 90            | 90            | 93            | 93            |
|          | Fetie Kasajová         | Albánie | 57,98           | 91            | 91            | 91            | 91            |
| 5.       | Aleksandra Klejnowská  | Polsko  | 57,70           | 90            | 92            | 92            | 90            |
| 6.       | Seda İnceová           | Turecko | 57,21           | 88            | 88            | 92            | 88            |
| 7.       | Aylin Daşdelenová      | Turecko | 56,91           | 84            | 86            | 86            | 84            |
| 8.       | Charíklia Kastrítsiová | Řecko   | 57,59           | 82            | 84            | 84            | 84            |

#### Nadhoz
| Umístění | Jméno                 | Stát     | Těl. hmot. [kg] | 1. pokus [kg] | 2. pokus [kg] | 3. pokus [kg] | Výsledek [kg] |
| -------- | --------------------- | -------- | --------------- | ------------- | ------------- | ------------- | ------------- |
| 1.       | Marina Šajnovová      | Rusko    | 57,58           | 120           | 125           | 130           | 130           |
|          | Fetie Kasajová        | Albánie  | 57,98           | 123           | 123           | 131           | 123           |
| 2.       | Aleksandra Klejnowská | Polsko   | 57,70           | 118           | 120           | 120           | 118           |
| 3.       | Ruth Kasiryeová       | Norsko   | 57,92           | 113           | 117           | 119           | 117           |
| 4.       | Aylin Daşdelenová     | Turecko  | 56,91           | 110           | 115           | 118           | 115           |
| 5.       | Marieta Gotfrydová    | Polsko   | 57,52           | 110           | 113           | 117           | 113           |
| 6.       | Romela Begajová       | Albánie  | 57,21           | 106           | 106           | 110           | 110           |
| 7.       | Roxana Cocoşová       | Rumunsko | 57,68           | 106           | 110           | 113           | 110           |
| 8.       | Seda İnceová          | Turecko  | 57,21           | 105           | 110           | 110           | 105           |

#### Dvojboj
| Umístění | Jméno                 | Stát     | Těl. hmot. [kg] | Trh [kg] | Nadhoz [kg] | Součet [kg] |
| -------- | --------------------- | -------- | --------------- | -------- | ----------- | ----------- |
| 1.       | Marina Šajnovová      | Rusko    | 57,58           | 100      | 130         | 230         |
|          | Fetie Kasajová        | Albánie  | 57,98           | 91       | 123         | 214         |
| 2.       | Ruth Kasiryeová       | Norsko   | 57,92           | 93       | 117         | 210         |
| 3.       | Aleksandra Klejnowská | Polsko   | 57,70           | 90       | 118         | 208         |
| 4.       | Romela Begajová       | Albánie  | 57,21           | 96       | 110         | 206         |
| 5.       | Marieta Gotfrydová    | Polsko   | 57,52           | 93       | 113         | 206         |
| 6.       | Aylin Daşdelenová     | Turecko  | 56,91           | 84       | 115         | 199         |
| 7.       | Seda İnceová          | Turecko  | 57,21           | 88       | 105         | 193         |
| 8.       | Roxana Cocoşová       | Rumunsko | 57,68           | 82       | 110         | 192         |

### Do 63 kg

#### Trh
| Umístění | Jméno                | Stát      | Těl. hmot. [kg] | 1. pokus [kg] | 2. pokus [kg] | 3. pokus [kg] | Výsledek [kg] |
| -------- | -------------------- | --------- | --------------- | ------------- | ------------- | ------------- | ------------- |
| 1.       | Meliné Deluzjanová   | Arménie   | 62,25           | 102           | 106           | 108           | 108           |
| 2.       | Hanna Bacjušková     | Bělorusko | 62,73           | 99            | 99            | 107           | 99            |
| 3.       | Sibel Şimşeková      | Turecko   | 61,91           | 98            | 98            | 101           | 98            |
| 4.       | Gergana Kirilovová   | Bulharsko | 62,68           | 90            | 94            | 96            | 94            |
| 5.       | Olympia Tokaová      | Řecko     | 62,07           | 87            | 90            | 92            | 92            |
| 6.       | Souad Dinarová       | Francie   | 61,64           | 84            | 87            | 90            | 90            |
| 7.       | Natallja Raduchovská | Bělorusko | 61,87           | 85            | 90            | 92            | 90            |
| 8.       | Lenka Orságová       | Česko     | 62,38           | 89            | 91            | 91            | 89            |

#### Nadhoz
| Umístění | Jméno               | Stát      | Těl. hmot. [kg] | 1. pokus [kg] | 2. pokus [kg] | 3. pokus [kg] | Výsledek [kg] |
| -------- | ------------------- | --------- | --------------- | ------------- | ------------- | ------------- | ------------- |
| 1.       | Meliné Deluzjanová  | Arménie   | 62,25           | 123           | 135           | ---           | 135           |
| 2.       | Sibel Şimşeková     | Turecko   | 61,91           | 117           | 122           | 122           | 117           |
| 3.       | Hanna Bacjušková    | Bělorusko | 62,73           | 116           | 121           | 122           | 116           |
| 4.       | Zlatina Atanasovová | Bulharsko | 62,68           | 110           | 115           | 119           | 115           |
| 5.       | Agnes Chiquetová    | Francie   | 62,27           | 110           | 114           | 117           | 114           |
| 6.       | Gergana Kirilovová  | Bulharsko | 62,68           | 108           | 112           | 114           | 114           |
| 7.       | Souad Dinarová      | Francie   | 61,64           | 110           | 113           | 118           | 113           |
| 8.       | Olympia Tokaová     | Řecko     | 62,07           | 110           | 110           | 113           | 113           |
| :        |                     |           |                 |               |               |               |               |
| 11.      | Lenka Orságová      | Česko     | 62,38           | 109           | 113           | 113           | 109           |

#### Dvojboj
| Umístění | Jméno                | Stát      | Těl. hmot. [kg] | Trh [kg] | Nadhoz [kg] | Součet [kg] |
| -------- | -------------------- | --------- | --------------- | -------- | ----------- | ----------- |
| 1.       | Meliné Deluzjanová   | Arménie   | 62,25           | 108      | 135         | 243         |
| 2.       | Sibel Şimşeková      | Turecko   | 61,91           | 98       | 117         | 215         |
| 3.       | Hanna Bacjušková     | Bělorusko | 62,73           | 99       | 116         | 215         |
| 4.       | Gergana Kirilovová   | Bulharsko | 62,68           | 94       | 114         | 208         |
| 5.       | Olympia Tokaová      | Řecko     | 62,07           | 92       | 113         | 205         |
| 6.       | Souad Dinarová       | Francie   | 61,64           | 90       | 113         | 203         |
| 7.       | Natallja Raduchovská | Bělorusko | 61,87           | 90       | 112         | 202         |
| 8.       | Zlatina Atanasovová  | Bulharsko | 62,68           | 85       | 115         | 200         |
| 9.       | Lenka Orságová       | Česko     | 62,38           | 89       | 109         | 198         |

### Do 69 kg

#### Trh
| Umístění | Jméno                | Stát      | Těl. hmot. [kg] | 1. pokus [kg] | 2. pokus [kg] | 3. pokus [kg] | Výsledek [kg] |
| -------- | -------------------- | --------- | --------------- | ------------- | ------------- | ------------- | ------------- |
| 1.       | Oksana Slivenková    | Rusko     | 68,55           | 107           | 112           | 112           | 112           |
| 2.       | Natalja Davydovová   | Ukrajina  | 68,68           | 107           | 107           | 109           | 109           |
| 3.       | Nazik Avdaljanová    | Arménie   | 68,61           | 105           | 108           | 108           | 105           |
| 4.       | Zarema Kasajevová    | Bulharsko | 68,67           | 100           | 105           | 105           | 100           |
| 5.       | Aksana Zalatarovová  | Bělorusko | 68,92           | 90            | 95            | 98            | 98            |
| 6.       | Madeleine Yamechiová | Francie   | 68,80           | 97            | 100           | 100           | 97            |
| 7.       | Todorka Ivanovová    | Bulharsko | 68,59           | 88            | 92            | 94            | 94            |
| 8.       | Anett Goppoldová     | Německo   | 67,86           | 88            | 90            | 92            | 92            |

#### Nadhoz
| Umístění | Jméno                | Stát      | Těl. hmot. [kg] | 1. pokus [kg] | 2. pokus [kg] | 3. pokus [kg] | Výsledek [kg] |
| -------- | -------------------- | --------- | --------------- | ------------- | ------------- | ------------- | ------------- |
| 1.       | Oksana Slivenková    | Rusko     | 68,55           | 135           | 140           | 145           | 145           |
| 2.       | Nazik Avdaljanová    | Arménie   | 68,61           | 130           | 134           | 136           | 136           |
| 3.       | Natalja Davydovová   | Ukrajina  | 68,68           | 125           | 130           | 132           | 132           |
| 4.       | Zarema Kasajevová    | Bulharsko | 68,67           | 125           | 128           | 136           | 128           |
| 5.       | Madeleine Yamechiová | Francie   | 68,80           | 123           | 126           | 131           | 126           |
| 6.       | Anett Goppoldová     | Německo   | 67,86           | 113           | 116           | 116           | 116           |
| 7.       | Eleni Kourtelidouová | Řecko     | 68,54           | 115           | 115           | 119           | 115           |
| 8.       | Aksana Zalatarovová  | Bělorusko | 68,92           | 110           | 115           | 117           | 115           |

#### Dvojboj
| Umístění | Jméno                | Stát      | Těl. hmot. [kg] | Trh [kg] | Nadhoz [kg] | Součet [kg] |
| -------- | -------------------- | --------- | --------------- | -------- | ----------- | ----------- |
| 1.       | Oksana Slivenková    | Rusko     | 68,55           | 112      | 145         | 257         |
| 2.       | Nazik Avdaljanová    | Arménie   | 68,61           | 105      | 136         | 241         |
| 3.       | Natalja Davydovová   | Ukrajina  | 68,68           | 109      | 132         | 241         |
| 4.       | Zarema Kasajevová    | Bulharsko | 68,67           | 100      | 128         | 228         |
| 5.       | Madeleine Yamechiová | Francie   | 68,80           | 97       | 126         | 223         |
| 6.       | Aksana Zalatarovová  | Bělorusko | 68,92           | 98       | 115         | 213         |
| 7.       | Anett Goppoldová     | Německo   | 67,86           | 92       | 116         | 208         |
| 8.       | Todorka Ivanovová    | Bulharsko | 68,59           | 94       | 114         | 208         |

### Do 75 kg

#### Trh
| Umístění | Jméno                  | Stát      | Těl. hmot. [kg] | 1. pokus [kg] | 2. pokus [kg] | 3. pokus [kg] | Výsledek [kg] |
| -------- | ---------------------- | --------- | --------------- | ------------- | ------------- | ------------- | ------------- |
| 1.       | Hripsimé Churšudjanová | Arménie   | 74,23           | 115           | 120           | 122           | 122           |
| 2.       | Lidia Valentinová      | Španělsko | 74,64           | 105           | 110           | 115           | 115           |
| 3.       | Taťána Matvejevová     | Rusko     | 74,11           | 105           | 105           | 108           | 108           |
| 4.       | Naďa Mironjuková       | Bělorusko | 74,15           | 101           | 106           | 108           | 106           |
| 5.       | Iryna Kulešová         | Ukrajina  | 74,93           | 100           | 106           | 109           | 106           |
| 6.       | Olga Kiselevová        | Rusko     | 71,99           | 100           | 105           | 107           | 105           |
| 7.       | Slavejka Ružinská      | Bulharsko | 73,80           | 98            | 102           | 106           | 102           |
| 8.       | Yvonne Kranzová        | Německo   | 73,77           | 97            | 101           | 101           | 101           |

#### Nadhoz
| Umístění | Jméno                  | Stát      | Těl. hmot. [kg] | 1. pokus [kg] | 2. pokus [kg] | 3. pokus [kg] | Výsledek [kg] |
| -------- | ---------------------- | --------- | --------------- | ------------- | ------------- | ------------- | ------------- |
| 1.       | Hripsimé Churšudjanová | Arménie   | 74,23           | 136           | 140           | 147           | 140           |
| 2.       | Taťána Matvejevová     | Rusko     | 74,11           | 135           | 139           | 145           | 139           |
| 3.       | Olga Kiselevová        | Rusko     | 71,99           | 130           | 135           | 135           | 135           |
| 4.       | Lidia Valentinová      | Španělsko | 74,64           | 125           | 130           | 132           | 132           |
| 5.       | Yvonne Kranzová        | Německo   | 73,77           | 125           | 130           | 131           | 131           |
| 6.       | Slavejka Ružinská      | Bulharsko | 73,80           | 120           | 125           | 130           | 130           |
| 7.       | Naďa Mironjuková       | Bělorusko | 74,15           | 125           | 130           | 132           | 130           |
| 8.       | Iryna Kulešová         | Ukrajina  | 74,93           | 115           | 121           | 126           | 121           |

#### Dvojboj
| Umístění | Jméno                  | Stát      | Těl. hmot. [kg] | Trh [kg] | Nadhoz [kg] | Součet [kg] |
| -------- | ---------------------- | --------- | --------------- | -------- | ----------- | ----------- |
| 1.       | Hripsimé Churšudjanová | Arménie   | 74,23           | 122      | 140         | 262         |
| 2.       | Taťána Matvejevová     | Rusko     | 74,11           | 108      | 139         | 247         |
| 3.       | Lidia Valentinová      | Španělsko | 74,64           | 115      | 132         | 247         |
| 4.       | Olga Kiselevová        | Rusko     | 71,99           | 105      | 135         | 240         |
| 5.       | Naďa Mironjuková       | Bělorusko | 74,15           | 106      | 130         | 236         |
| 6.       | Yvonne Kranzová        | Německo   | 73,77           | 101      | 131         | 232         |
| 7.       | Slavejka Ružinská      | Bulharsko | 73,80           | 102      | 130         | 232         |
| 8.       | Iryna Kulešová         | Ukrajina  | 74,93           | 106      | 121         | 227         |

### Nad 75 kg

#### Trh
| Umístění | Jméno                 | Stát      | Těl. hmot. [kg] | 1. pokus [kg] | 2. pokus [kg] | 3. pokus [kg] | Výsledek [kg] |
| -------- | --------------------- | --------- | --------------- | ------------- | ------------- | ------------- | ------------- |
| 1.       | Olha Korobková        | Ukrajina  | 164,57          | 122           | 127           | 133           | 133           |
| 2.       | Kacjaryna Škuratavová | Bělorusko | 99,33           | 108           | 112           | 116           | 116           |
| 3.       | Julija Dovhalová      | Ukrajina  | 92,14           | 110           | 115           | 120           | 115           |
|          | Taccjana Hramyková    | Bělorusko | 98,04           | 115           | 120           | 120           | 115           |
| 4.       | Aikaterini Roditiová  | Řecko     | 99,46           | 108           | 112           | 113           | 113           |
| 5.       | Magdalena Ufnalová    | Polsko    | 122,10          | 105           | 110           | 113           | 113           |
| 6.       | Vasiliki Kasapiová    | Řecko     | 126,98          | 108           | 112           | 112           | 108           |
| 7.       | Derya Açıkgözová      | Turecko   | 99,05           | 98            | 104           | 104           | 104           |
| 8.       | Viktória Vargová      | Maďarsko  | 94,86           | 91            | 95            | 95            | 91            |

#### Nadhoz
| Umístění | Jméno                 | Stát      | Těl. hmot. [kg] | 1. pokus [kg] | 2. pokus [kg] | 3. pokus [kg] | Výsledek [kg] |
| -------- | --------------------- | --------- | --------------- | ------------- | ------------- | ------------- | ------------- |
| 1.       | Olha Korobková        | Ukrajina  | 164,57          | 153           | 160           | 160           | 160           |
| 2.       | Derya Açıkgözová      | Turecko   | 99,05           | 138           | 140           | 141           | 141           |
| 3.       | Julija Dovhalová      | Ukrajina  | 92,14           | 137           | 137           | 140           | 140           |
| 4.       | Kacjaryna Škuratavová | Bělorusko | 99,33           | 136           | 139           | 140           | 140           |
|          | Taccjana Hramyková    | Bělorusko | 98,04           | 135           | 138           | 139           | 135           |
| 5.       | Magdalena Ufnalová    | Polsko    | 122,10          | 130           | 135           | 135           | 135           |
| 6.       | Vasiliki Kasapiová    | Řecko     | 126,98          | 127           | 130           | 132           | 132           |
| 7.       | Aikaterini Roditiová  | Řecko     | 99,46           | 130           | 135           | 135           | 130           |
| 8.       | Viktória Vargová      | Maďarsko  | 94,86           | 112           | 115           | 119           | 119           |

#### Dvojboj
| Umístění | Jméno                 | Stát      | Těl. hmot. [kg] | Trh [kg] | Nadhoz [kg] | Součet [kg] |
| -------- | --------------------- | --------- | --------------- | -------- | ----------- | ----------- |
| 1.       | Olha Korobková        | Ukrajina  | 164,57          | 133      | 160         | 293         |
| 2.       | Kacjaryna Škuratavová | Bělorusko | 99,33           | 116      | 140         | 256         |
| 3.       | Julija Dovhalová      | Ukrajina  | 92,14           | 115      | 140         | 255         |
|          | Taccjana Hramyková    | Bělorusko | 98,04           | 115      | 135         | 250         |
| 4.       | Magdalena Ufnalová    | Polsko    | 122,10          | 113      | 135         | 248         |
| 5.       | Derya Açıkgözová      | Turecko   | 99,05           | 104      | 141         | 245         |
| 6.       | Aikaterini Roditiová  | Řecko     | 99,46           | 113      | 130         | 243         |
| 7.       | Vasiliki Kasapiová    | Řecko     | 126,98          | 108      | 132         | 240         |
| 8.       | Viktória Vargová      | Maďarsko  | 94,86           | 91       | 119         | 210         |